# Padim da Graça
Padim da Graça ist eine Gemeinde im Norden Portugals.

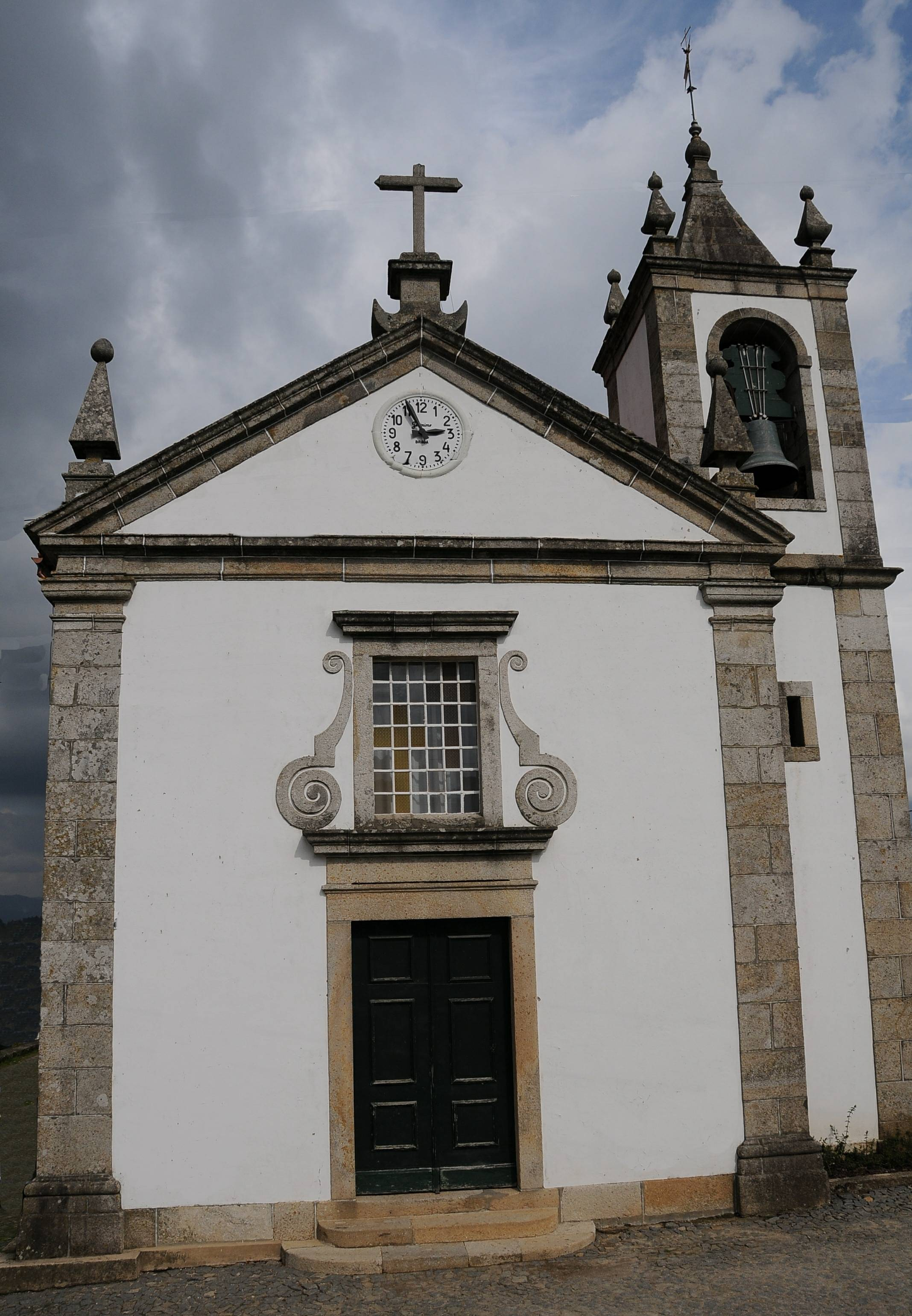
Kirche von Padim da Graça

Padim da Graça gehört zum Kreis Braga im gleichnamigen Distrikt Braga, besitzt eine Fläche von 3,4 km² und hat 1416 Einwohner (Stand 19. April 2021).